# Alan (ur. 1987)
Alan, właśc. Alan da Silva Souza (ur. 9 grudnia 1987 w Andirá, w stanie Parana) – brazylijski piłkarz występujący na pozycji pomocnika.

## Kariera piłkarska

### Kariera klubowa
Wychowanek klubu Matsubara, w którym rozpoczął karierę piłkarską. W sezonie 2006/07 został piłkarzem Metałurha Donieck. W styczniu 2007 został wypożyczony do Stali Ałczewsk. Na początku 2008 przeszedł do Arsenału Kijów. Na początku 2010 powrócił do Stali. W 2010 roku odszedł do AEK Larnaka, a na początku 2012 przeniósł się do Enosis Neon Paralimni. 2 marca 2013 podpisał kontrakt z Bukowyną Czerniowce. 1 lutego 2014 został wypożyczony do maltańskiego klubu Valletta FC.